# Patrick Schmidt
Patrick Schmidt est un footballeur autrichien né le 22 juillet 1998 à Eisenstadt. Il joue au poste d'attaquant à l'Admira Wacker.

## Carrière

### En club
Après avoir joué avec l'Admira Wacker, il signe le 8 août 2019 avec Barnsley FC. Le 9 novembre 2019, il marque son premier but contre Stoke City.